# Círcol Literari de Vic
El Círcol literari de Vic fou fundat l'any 1860 per un grup de 55 persones que representaven els diversos estaments socials de la ciutat de Vic. Aquest, té com a finalitat garantir als socis en el seu temps lliure, espais dignes i profitosos, procurar el bé general de la ciutat i treballar per enlairar el bé cultural dels ciutadans. Els socis en van cedir llibres i revistes de la seva propietat per crear una nodrida biblioteca que va arribar a tenir 7000 volums.